# Персональные звания руководящих и инженерно-технических работников угольной промышленности СССР
Персональные звания руководящих и инженерно-технических работников угольной промышленности СССР — аналог современных классных чинов государственных гражданских служащих Российской Федерации. Присваивались работникам угольной промышленности СССР в 1947—1954 годах.

## История
Персональные звания руководящих и инженерно-технических работников угольной промышленности СССР учреждены Указом Президиума Верховного Совета СССР от 10 сентября 1947 года «О введении персональных званий для руководящих и инженерно-технических работников угольной промышленности и строительства угольных шахт». Целью введения персональных званий было повышение личной ответственности и дисциплины работников угольной отрасли в решении задач по скорейшему восстановлению и развитию предприятий угольной промышленности СССР после окончания Великой Отечественной войны.
Для руководящих и инженерно-технических работников угольной промышленности и строительства угольных шахт были введены следующие персональные звания:
| Категория личного состава                          | Звание (ранг) |
| -------------------------------------------------- | --- |
| Высший руководящий и инженерно-технический состав  | Горный генеральный директор I ранга Горный генеральный директор II ранга Горный генеральный директор III ранга |
| Старший руководящий и инженерно-технический состав | Горный директор Горный директор I ранга Горный директор административной службы I ранга Горный директор II ранга Горный директор административной службы II ранга Горный директор III ранга Горный директор административной службы III ранга |
| Средний инженерно-технический состав               | Горный инженер I ранга Горный инженер II ранга Горный инженер III ранга Горный техник I ранга Горный техник II ранга Горный техник III ранга                                                                                                  |
| Младший технический состав                         | Младший горный техник Старший горный мастер Горный мастер 1 класса Горный мастер 2 класса Бригадир (подземных бригад) |

Горные звания присваивались в зависимости от образования, должности и стажа работы в угольной промышленности.
Персональные звания для высшего руководящего и инженерно-технического состава присваивались решениями Совета Министров СССР.
Персональные звания работников угольной промышленности СССР отменены Указом Президиума Верховного Совета СССР от 12 июля 1954 года «Об отмене персональных званиях и знаков различия для работников гражданских министерств и ведомств».

## Знаки различия
Присвоение персонального звания давало право ношения форменной одежды с соответствующими знаками различия в виде сочетания петлиц и нарукавных нашивок (шевронов):
| Описание            | Знаки различия угольной промышленности и шахтного строительства | Знаки различия угольной промышленности и шахтного строительства | Знаки различия угольной промышленности и шахтного строительства | Знаки различия угольной промышленности и шахтного строительства |
| ------------------- | --------------------------------------------------------------- | --------------------------------------------------------------- | --------------------------------------------------------------- | --------------------------------------------------------------- |
| Группа              | Высший инженерно-технический и руководящий состав               | Высший инженерно-технический и руководящий состав               | Высший инженерно-технический и руководящий состав               | Высший инженерно-технический и руководящий состав               |
| Персональное звание | Генеральный директор угольной промышленности                    | Горный генеральный директор I ранга                             | Горный генеральный директор II ранга                            | Горный генеральный директор III ранга                           |
| Петлицы             |                                                                 |                                                                 |                                                                 |                                                                 |

| Описание            | Знаки различия угольной промышленности и шахтного строительства | Знаки различия угольной промышленности и шахтного строительства   | Знаки различия угольной промышленности и шахтного строительства | Знаки различия угольной промышленности и шахтного строительства |
| ------------------- | --------------------------------------------------------------- | ----------------------------------------------------------------- | --------------------------------------------------------------- | --------------------------------------------------------------- |
| Группа              | Старший инженерно-технический и руководящий состав              | Старший инженерно-технический и руководящий состав                | Старший инженерно-технический и руководящий состав              | Старший инженерно-технический и руководящий состав              |
| Персональное звание | Горный директор                                                 | Горный директор I ранга                                           | Горный директор II ранга                                        | Горный директор III ранга                                       |
| Петлицы             |                                                                 |                                                                   |                                                                 |                                                                 |
|                     |                                                                 | Административная служба                                           |                                                                 |                                                                 |
| Петлицы             |                                                                 |                                                                   |                                                                 |                                                                 |
|                     | Государственный горный технический надзор                       |                                                                   |                                                                 |                                                                 |
| Петлицы             |                                                                 |                                                                   |                                                                 |                                                                 |
|                     |                                                                 | Государственный горный технический надзор Административная служба |                                                                 |                                                                 |
| Петлицы             |                                                                 |                                                                   |                                                                 |                                                                 |

| Описание            | Знаки различия угольной промышленности и шахтного строительства | Знаки различия угольной промышленности и шахтного строительства | Знаки различия угольной промышленности и шахтного строительства | Знаки различия угольной промышленности и шахтного строительства | Знаки различия угольной промышленности и шахтного строительства | Знаки различия угольной промышленности и шахтного строительства |
| ------------------- | --------------------------------------------------------------- | --------------------------------------------------------------- | --------------------------------------------------------------- | --------------------------------------------------------------- | --------------------------------------------------------------- | --------------------------------------------------------------- |
| Группа              | Средний инженерно-технический состав                            | Средний инженерно-технический состав                            | Средний инженерно-технический состав                            | Средний инженерно-технический состав                            | Средний инженерно-технический состав                            | Средний инженерно-технический состав                            |
| Персональное звание | Горный инженер I ранга                                          | Горный инженер II ранга                                         | Горный инженер III ранга                                        | Горный техник I ранга                                           | Горный техник II ранга                                          | Горный техник III ранга                                         |
| Петлицы             |                                                                 |                                                                 |                                                                 |                                                                 |                                                                 |                                                                 |
|                     | Государственный горный технический надзор                       |                                                                 |                                                                 |                                                                 |                                                                 |                                                                 |
| Петлицы             |                                                                 |                                                                 |                                                                 |                                                                 |                                                                 |                                                                 |

| Описание            | Знаки различия угольной промышленности и шахтного строительства | Знаки различия угольной промышленности и шахтного строительства | Знаки различия угольной промышленности и шахтного строительства | Знаки различия угольной промышленности и шахтного строительства |                            |
| ------------------- | --------------------------------------------------------------- | --------------------------------------------------------------- | --------------------------------------------------------------- | --------------------------------------------------------------- | -------------------------- |
| Группа              | Младший инженерно-технический состав                            | Младший инженерно-технический состав                            | Младший инженерно-технический состав                            | Младший инженерно-технический состав                            |                            |
| Персональное звание | Младший горный техник                                           | Старший горный мастер                                           | Горный мастер I класса                                          | Горный мастер II класса                                         |                            |
| Петлицы             |                                                                 |                                                                 |                                                                 |                                                                 |                            |
| Специальность       |                                                                 | Угольная служба                                                 | Угольная служба                                                 | Угольная служба                                                 | Угольная служба            |
| Петлицы             |                                                                 |                                                                 |                                                                 |                                                                 |                            |
| Специальность       |                                                                 | Служба вентиляции                                               | Служба вентиляции                                               | Служба вентиляции                                               | Служба вентиляции          |
| Петлицы             |                                                                 |                                                                 |                                                                 |                                                                 |                            |
| Специальность       |                                                                 | Электромеханическая служба                                      | Электромеханическая служба                                      | Электромеханическая служба                                      | Электромеханическая служба |
| Петлицы             |                                                                 |                                                                 |                                                                 |                                                                 |                            |
| Специальность       |                                                                 | Транспортная служба                                             | Транспортная служба                                             | Транспортная служба                                             |                            |
| Петлицы             |                                                                 |                                                                 |                                                                 |                                                                 |                            |